# Vindelälvsloppet
Vindelälvsloppet var en cirka 35 mil lång löparstafett längs Vindelälvsvägen från Ammarnäs till Vännäsby (där Vindelälven flyter samman med Umeälven). 
Tävlingen som anordnades för första gången år 1984 var indelad i fyra dagsetapper:
- Ammarnäs–Sorsele
- Sorsele–Björksele
- Björksele–Hällnäs
- Hällnäs–Vännäsby

Antalet sträckor varierade mellan 27 och 30 stycken över tiden, men start- och målplatser var alltid detsamma. Den sista delsträckan Vindeln-Vännäsby var en maratonsträcka som även kunde springas som individuellt lopp. Lagtävlingen var indelad i tre klasser: elit-, dam- och öppen klass. Rekordet för antal deltagande lag totalt var 332 och sattes i början av 1990-talet då intresset för långlopp var som störst. Efter 20 genomförda lopp lades det ner på grund av sviktande intresse.
Efter 2003 har det varit ett långt uppehåll. 2014 gjordes ett försök igen, men det ställdes in på grund av för få deltagare.
2015 genomfördes åter Vindelälvsloppet, med sju deltagande lag. "Nya Vindelälvsloppet" innebar en del förändringar. Tävling i tre klasser med lite olika upplägg: Race (löpning med fasta växlingar - som förut), Flex (löpning med flexibla växlingspunkter) och Combi (löpning och cykling med fasta och extra växlingar). Starten i Ammarnäs gick vid midnatt vilket innebär att första "dagen" genomförs på natten och att loppet därmed genomförs inom tre dygn.